# Joan Assèn Zaccaria
Joan Assèn Zaccaria   (segle XV - Roma, 1469 (Gregorià)) era el fill de l'últim príncep d'Acaia, Centurió II Zaccaria (que va regnar des de 1404 a 1430) i per dues vegades va intentar ser príncep d'Acaia.
El 1446 fou proclamat príncep per rebels grecs el 1446 després que el sultà Murat II havia destruït el Hexamilion i infligit una humiliant derrota a Constantí Paleòleg (després emperador Constantí XI Paleòleg), sent capturat i empresonat amb el seu fill per Tomàs Paleòleg al castell de Klumutsi, del que va poder escapar el 1453, i aprofitant una revolta generalitzada contra el dèspota de Morea (1453-1454), es va apoderar del castell d'Aetos, reclamant el títol del seu pare. El 1454, però, es va enfrontar a les forces combinades del dèspota Tomàs i els seus aliats turcs manats per Turahan Bey, i va haver d'abandonar la fortalesa i fugir a Modon que era una fortalesa  veneciana.
D'allí es va traslladar a Itàlia; on es registra que va estar a  Gènova el 1459, i des de 1464 fins a la seva mort en 1469 va residir a Roma.